# 松岡里果
松岡 里果（まつおか りか、4月15日 - ）は、日本の歌手である。「フルートを奏でるシンガーソングライター」であり、フルートのほかにもピアノ、ギターを演奏する。三重県生まれ、奈良県育ち、東京都在住。血液型はA型。おひつじ座。
2011年の東日本大震災後「向日葵」というオリジナルソングが旅行会社JTBのCMソングとして採用。
また、2023年6月28日にアルバム「Cross Roads」が松本圭司プロデュースによりポニーキャニオンインディーズミュージックより全国発売。

## 経歴
2011年、数枚のインディーズCDを経てTVアニメ涼宮ハルヒの憂鬱のEDテーマ「ハレ晴レユカイ」などの作曲家・田代智一氏と、黒人演歌歌手ジェロや秋山奈々の作曲家・山本健太郎氏のサポートを受け１stシングル「つながる空」でデビュー。
渋谷セルリアンタワーJzBratにて二年連続行われたソロコンサートでは100人以上の動員・成功をさせている。
旅行会社JTBのCMソングに自身作詞作曲「向日葵」が決まる他、2012年には川崎銀座街年間最優秀賞に輝き、テレビ神奈川やRSKなどで特集番組に出演。
東京都、神奈川県を中心に関東圏や西日本でのライブ活動をはじめ、福祉施設への訪問ライブ等、ニュース番組でも紹介されるなど、活動の幅を広げている。
2015年4月15日、渋谷・伝承ホールでの単独コンサート『Key～20150415～』を開催。同年11月3日、自身のYouTubeで、長野県の大自然に囲まれて撮影した「哀しくも美しい世界」のMVを公開する。
同年、自主レーベル「変な生き物レコード」を立ち上げ、ミニアルバム「哀しくも美しい世界」を全国発売。タワーレコードなどでリリースツアーを行う。
2016年4月15日、渋谷・さくらホールで、松岡里果 Birthday Hall One-man Live 『The Giving Tree -咲かせたい花-』を開催。
2017年4月15日、渋谷セルリアンタワーJzBratにて昼夜公演を開催。即日ソールドアウトし、同年7月18日に同会場にて追加公演を行う。
2018年4月15日、自身初となるフェス「変な生き物スプリングフェスタ」を主催。大盛況に終わる。
同年、4月18日は、渋谷・伝承ホールでの単独コンサート『Way to Go』を開催。

## 出演

### テレビ
- RSKニュース番組「イブニング5時」[3] （2011年5月26日）ゲスト出演

ゲスト出演
- TVKテレビ神奈川「ありがとッ！」[4](2011年8月17日) 川崎銀座商店街バスカーLIVEの模様の取材&インタビュー映像
- TVKテレビ神奈川「LOVEかわさき」(2011年8月27日)川崎銀座商店街バスカーLIVEの模様の取材&インタビュー映像
- TVKテレビ神奈川「ありがとッ！」(2012年4月11日)ゲスト出演「向日葵」と「春にうまれし君へ」
- RSKニュース番組「イブニング5時」[5] （2012年5月31日）ゲスト出演

### ラジオ
- 和歌山放送（TBS系列）(2011寝5月23日) ゲスト出演
- FMかわさき「アクセスかわさき９３０」<川崎市提供番組> (2011年6月1日 ～ 2011年6月30日(月 ～ 金) パワープレイ曲「つながる空」9:30～(昼夜2回放送)
- RSK山陽放送ラジオ「ごごラジviviっと！」(2012年5月30日) ゲスト出演
- 銀座街から つながる空 君に届け！(毎週木曜日18:00～18:30) USTREAM パーソナリティ

### TwitCasting番組
- 斉藤麻里と松岡里果の「木曜夜はホッとしたい気分♪」 (ほぼ毎週木曜 23：00 ～ )

### Ustream番組
- 大森真理子と松岡里果の『天真らん×2♪Monday』(2014年2月6日 ～ 2014年4月21日 第1.3.5月曜日　22：00 ～ 22：50)
- 大森真理子と松岡里果の『天真らん×2♪Monday II』(2014年6月2日 ～  第1.3.5月曜日　22：00 ～ 22：50)

### CMソング
- 向日葵 旅行会社JTBの2011年JTB夏旅キャンペーンでフジテレビで放送。

## ディスコグラフィ

### シングル
- つながる空（2011年2月13日）
- 向日葵（2012年4月15日）
- Change in my heart（2013年4月16日）
- 天使のはしご（2013年4月16日）
- 拝啓、レオナルド・ダ・ヴィンチ様（2014年4月15日）
- Way to Go（2018年5月24日）
- きみのうた（2019年6月28日）
- 日日是好日（2022年3月9日）

### アルバム
- 果樹縁〜桃のこみち〜（2009年2月22日）
- 果樹縁〜花のたより〜（2009年5月3日）
- Lover's day（2012年11月4日）
- 哀しくも美しい世界（2015年4月15日）
- The Giving Tree（2016年4月15日）
- R（2017年4月15日）
- Cross Roads(2023年6月28日)

### コンピレーションアルバム
- 2nd Compilation「Together」（2020年6月17日）